# Johann Christian Ferdinand Aßmann
Johann Christian Ferdinand Aßmann (* 8. Juni 1792 in Magdeburg; † 1. März 1845 ebenda) war ein deutscher evangelischer Theologe.

## Leben
Johann Christian Ferdinand Aßmann wurde als jüngster von 7 Söhnen des Magdeburger Lederfabrikanten Johann Friedrich Aßmann geboren. 
Er besuchte anfangs die Elementarschule und anschließend bis Ostern 1813 das Domgymnasium in Magdeburg. Anschließend begann er anfangs ein Medizinstudium in Halle, wechselte später aber das Studienfach zum Theologiestudium. 1816 promovierte er zum Doktor der Philosophie und 1817 erfolgte die Berufung zur zweiten Predigerstelle an der St.-Katharinen-Kirche in Magdeburg, gleichzeitig wurde ihm eine Lehrerstelle am Schullehrerseminar übertragen.
1819 wurde er zu einer städtischen Lehrerstelle an der Höheren Gewerbe- und Handelsschule in Magdeburg berufen und übte dieses Amt bis 1831 aus. Am 24. Oktober 1822 wurde er als Nachfolger des verstorbenen Pastor Jasper als Pastor und erster Prediger eingeführt. 1833 trat er die Nachfolge des Superintendenten Gottfried Wilhelm Dennhardt (* 11. Juli 1792; † 25. August 1857 in Erfurt) an. Der Magistrat der Stadt Magdeburg wählte ihn in dieses Amt, in das er am 15. Oktober 1833 durch Johann Heinrich Bernhard Dräseke eingeführt wurde. Am darauffolgenden Tag erfolgte durch den Magistrat die Wahl zum Mitglied der Schuldeputation. In dieser Tätigkeit blieb er bis zu seinem Tod 1845, sein Nachfolger wurde Johann Karl Erler.
1818 heiratete Johann Christian Ferdinand Aßmann Caroline Auguste Matthias, die älteste Tochter des Konstorial- und Schulrates sowie Rektors der Domschule Johann Andreas Matthias. 